# Let You Be Right
"Let You Be Right" é uma canção gravada pela cantora norte-americana Meghan Trainor. Foi escrita por Trainor em conjunto com Jacob Kasher Hindlin e Andrew Wells, sendo produzido pelo último. "Let You Be Right" foi anunciada em 8 de maio de 2018, juntamente com a faixa "Can't Dance", com lançamento para 10 de maio pela Epic Records.

## Antecedentes e lançamento
"Let You Be Right" foi por Trainor, Andrew Wells e Jacob Kasher Hindlin, e produzido por este último. Trainor anunciou a música em sua conta no Instagram, em 8 de maio de 2018, dois dias antes da data de lançamento.

## Video musical
Colin Tilley, que anteriormente colaborou com Trainor no videoclipe de "No Excuses" dirigiu o videoclipe. Foi lançado em 4 de junho de 2018, e filmado em uma quadra de basquete no Moonlight Rollerway, em Los Angeles, Califórnia. No videoclipe, Trainor e vários dançarinos aparecem dançando com luzes, efeitos e bola de discoteca.

## Performances ao vivo
Em sua apresentação no 2018 Radio Disney Music Awards, Trainor fez performances de "Let You Be Right", "No Excuses", "Can't Dance", "Me Too" e "All About That Bass".

## Histórico de lançamento
| País           | Data               | Formato                     | Gravadora |
| -------------- | ------------------ | --------------------------- | --------- |
| Mundo          | 10 de maio de 2018 | Download digital, streaming | Epic      |
| Estados Unidos | 11 de maio de 2018 | Adult contemporary radio    | Epic      |
| Estados Unidos | 8 de junho de 2018 | Contemporary hit radio      | Epic      |